# Йеллоустон (река)
Йе́ллоустон (англ. Yellowstone) — река на Северо-Западе США, правый приток Миссури (считается основным притоком верхнего Миссури). Длина составляет 1114 километров, площадь водосборного бассейна — 181 299 км², а средний расход воды — 390 м³/с.
Река берёт начало и протекает (в верхнем течении) в Скалистых горах. Также протекает по территории штатов Монтана, Вайоминг и Северная Дакота, в том числе по территории Йеллоустонского национального парка. Это самая длинная река, на которой нет плотин в этом районе. В верхнем течении образует каньоны до 360 м глубиной, например, Великий Йеллоустонский каньон и водопады до 94 м высотой, например, Йеллоустонские водопады. В среднем и нижнем течении — спокойная равнинная река. Питание в горах снеговое и дождевое. Весенне-летнее половодье. В штате Монтана река широко используется для орошения.

## Этимология

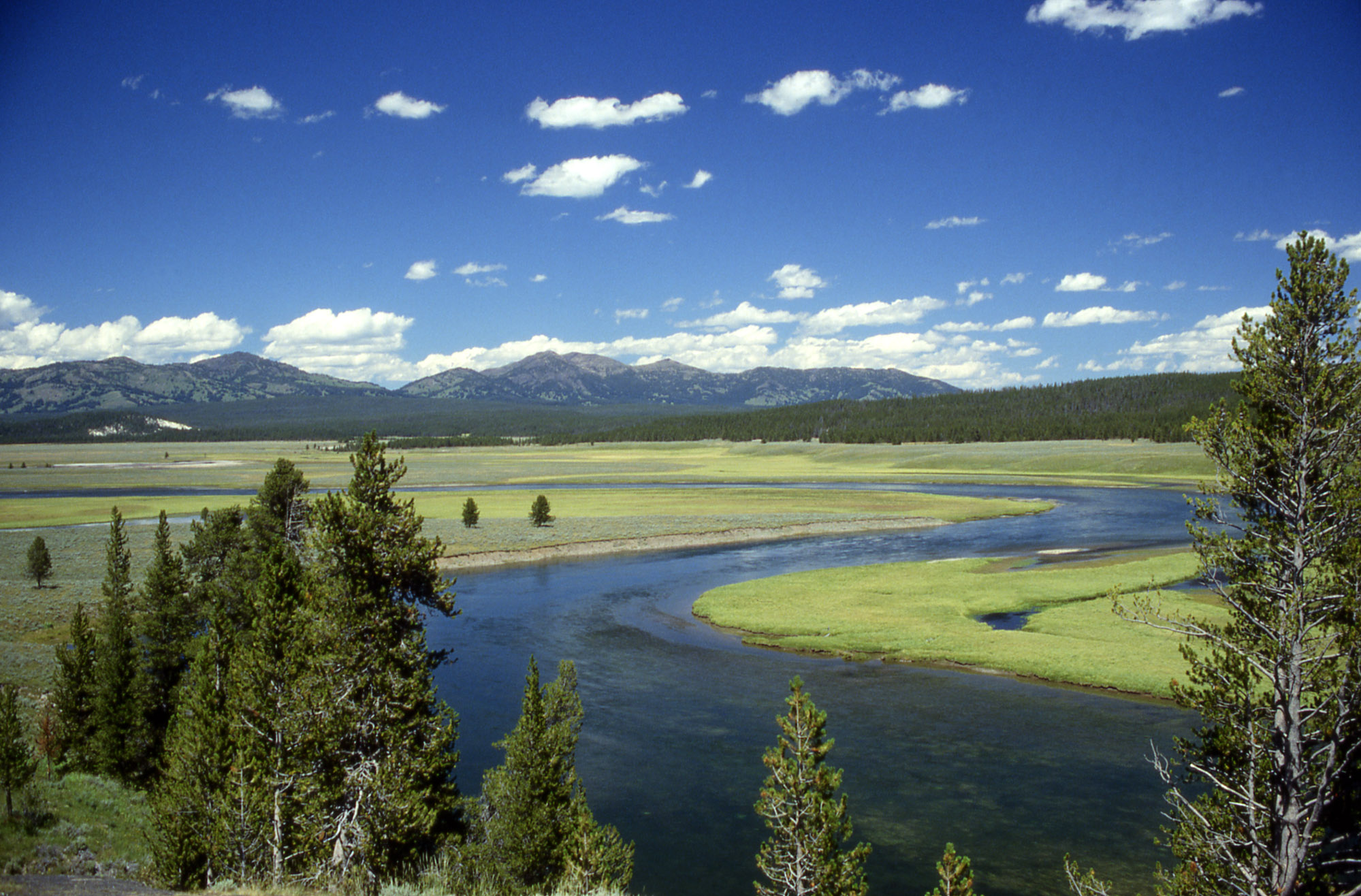
Йеллоустон в Вайоминге

Современное название англ. Yellowstone, «жёлтокаменная» (англ. yellow — «жёлтый», англ. stone — «камень»), образовано калькированием более раннего французского названия реки Рошжон, фр. Roche Jaune, — «жёлтоскальная» (фр. roche — «скала», фр. jaune — «жёлтый»), а оно, в свою очередь, калька индейского «nissi-a-dazi» — «река жёлтых камней», присвоенное за цвет скалистых обрывов в каньоне этой реки. От названия реки образовано название известного Йеллоустонского национального парка. Народ кроу называл реку — Вапити.

## Бассейн
Бассейн реки и её притоков охватывает широкую область, простирающуюся от Йеллоустонского национального парка до гор и высоких равнин южной Монтаны и северного Вайоминга. Важнейшие притоки — Бигхорн, Розбад-Крик, Тонг, Паудер, О’Фаллон-Крик (правые).

## Разливы нефти

### 2011 год
1 июля 2011 года, примерно в 10:40 вечера, в 16 километрах к западу от Биллингса (Монтана), произошёл разрыв трубопровода компании «ExxonMobil», в результате чего в течение 56 минут в реку Йеллоустон вылилось около 1500 баррелей нефти, прежде чем утечку удалось устранить.

### 2015 год
17 января 2015 года, в 10 часов утра, в 235 милях от Глендайва, произошел разрыв трубопровода компании «Bridger Pipeline Co.», перекрывшей его в 11 часов утра в попытке предотвратить опасность для окружающей среды. В компании заявили, что в реку вылилось от 300 до 1,200 баррелей нефти, а государственные чиновники сказали, что — около 50 тысяч американских галлонов (190 000 л; 42000 imp gal).

### 2023 год
24 июня 2023 года около 6:45 по местному времени в воду реки Йеллоустон в штате Монтана вылились нефтепродукты. В результате обрушения железнодорожного моста между Рид-Пойнтом и Колумбусом, примерно в часе езды к западу от Биллингса, в реку упали по меньшей мере семь вагонов грузового поезда, эксплуатируемого компанией Montana Rail Link и направлявшегося на запад округа Стиллуотер.